# Glass Candy
Glass Candy est un groupe américain de musique électronique, originaire de Portland, dans l'Oregon.  Formé en 1996, le groupe est constitué de Ida No (chanteuse) et le producteur Johny Jewel (guitariste et claviériste). Le groupe est connu pour changer leur style de musique au fil des années et ainsi expérimenter différents genres musicaux. 
Ils comptent plusieurs albums depuis 2000 dont le premier Love, Love, Love en 2003, la sortie d'un nouvel album est annoncée depuis 2011. Johnny Jewel est aussi membre et fondateur des groupes Chromatics et Desire ainsi que du label Italians Do It Better.

## Biographie

### Débuts (1996–2002)
Glass Candy est formé par Ida No, originaire de Vancouver, à Washington, et Johnny Jewel (né John Padgett), d'Austin (Texas), en 1996. Le duo se rencontre un an dans une boutique Fred Meyer où Jewel travaillait, à Portland,. Ils produiront peu après sous le nom de Glass Candy and the Shattered Theatre.
No décrit les premières chansons du groupe « droney et bizarre. » Elles sont largement inspirées par le no wave, post-punk, et l'art rock,, comme en témoignent leur trois premiers singles, Brittle Women (1999), Metal Gods (2001) et une reprise de Johnny Are You Queer de Josie Cotton (2002). Ils tournent avec The Convocation of... en 2001, et publient un album live cette année au label Vermin Scum.

### Love Love LoveetB/E/A/T/B/O/X(2003–2010)
Leur premier album studio, Love Love Love, est publié chez Troubleman Unlimited Records en 2003. En 2006, Jewel lance Italians Do It Betteravec Mike Simonetti comme sous-marque de Troubleman. En novembre 2007, Glass Candy publie son deuxième album, B/E/A/T/B/O/X, chez Italians Do It Better. Une compilation intitulée Deep Gems est publiée à la fin 2008, et comprend des chansons inédites, des faces B, et des remixes. Dans une interview avec Deep Gems, Spin se réfère au groupe comme « un duo excentrique de Portland » qui « effraye le dancefloor ». Les chansons de Glass Candy sont utilisées par l'entreprise française Chloé et aussi par Karl Lagerfeld pour son fashion show été/printemps 2008 de Haute Couture Chanel et pour printemps-hiver '08/'09.
En février 2010, le groupe publie l'EP six titres Feeling Without Touching. En 2016, la chanson Candy Castle est utilisée dans la série Westworld.

### Body Work(depuis 2011)
Glass Candy révèle le titre de leur prochain album, Body Work, en septembre 2010, No expliquant qu'il s'agit d'un « hommage à l'acupuncture, au yoga, au Rolfing. » Il est précédé par le single Warm in the Winter le 1er septembre 2011, qui contient la face B Beautiful Object. Le clip de la chanson est publié le 6 novembre 2011. Warm in the Winter est utilisée pour le fashion show automne/hiver 2012/2013 de Balenciaga, et pour des publicités et courts-métrages pour Lucky Brand Jeans et Red Bull,. Un clip pour Halloween, un autre teaser de l'album, est publié le 28 octobre 2011.
Le 5 août 2013, Glass Candy publie le clip de la chanson Redheads Feel More Pain, qui apparait sur la compilation publiée par Italians Do It Better, After Dark 2. Le duo  publie une reprise de Rise de Herb Alpert (1979) sur SoundCloud le 4 décembre 2014,.
Leur titre Warm in the Winter est utilisé en 2015 par Air France pour son nouvel habillage (campagne de publicité et vidéo de consignes de sécurité dans les avions). L’expression « Love is in the air » perpétuellement répétée dans le morceau fait écho au nouveau slogan de la compagnie aérienne, « France is in the Air ».
Glass Candy publie en 2019 les EP Naked City et The Beat's Alive,.

## Membres

### Membres actuels
- Ida No - chant
- Johnny Jewel - guitare, claviers, production

### Anciens membres
- Avalon Kalin – batterie
- Jimi Hey – batterie
- Dusty Sparkles – saxophone, batterie
- Mark Burden – batterie
- Ginger Peachs – batterie

## Discographie

### Albums studio
- 2003 : Love Love Love (Troubleman Unlimited)
- 2007 : B/E/A/T/B/O/X (Italians Do It Better)
- 2013 : Body Work (TBC)

### Albums vendus en tournée
- 2001 : Demos 31, 37
- 2002 : Demos 5.31.2002
- 2005 : The Nite Nurses
- 2006 : Music Dream

### Compilation
- 2008 : Deep Gems (Italians Do It Better)

### EP
- 2001 : Smashed Candy (Vermin Scum)
- 2005 : Iko (Troubleman Unlimited)
- 2010 : Feeling Without Touching (Italians Do It Better)

### Singles
- 1999 : Brittle Women (réédité sous le titre de Bräckliga Kvinnor en 2003 chez Troubleman Unlimited)
- 2001 : Metal Gods (auto-produit)
- 2002 : Love on a Plate (Troubleman Unlimited)
- 2003 : Excite Bike (Troubleman Unlimited)
- 2004 : Life After Sundown (Troubleman Unlimited)
- 2007 : I Always Say Yes (Troubleman Unlimited)
- 2007 : Miss Broadway (Italians Do It Better)
- 2009 : Geto Boys (Italians Do It Better)
- 2011 : Warm in the Winter (Italians Do It Better)